# کلیر کلبریث
کِلیر کَلبریث (انگلیسی: Clare Calbraith؛ زادهٔ ۱ ژانویهٔ ۱۹۷۴ میلادی) یک هنرپیشه اهل انگلستان است.
از فیلم‌ها یا مجموعه‌های تلویزیونی که وی در آن‌ها نقش داشته است می‌توان به دانتون ابی، ورا و ماینداسکیپ اشاره نمود.